# Liste der Gemeinden im Département Cher

Lage des Départements Cher

Das Département Cher liegt in der Region Centre-Val de Loire in Frankreich. Es untergliedert sich in drei Arrondissements mit 286 Gemeinden (frz. communes) (Stand 1. Januar 2024).
| Code INSEE | PLZ   | Gemeinde                    | Einwohner (Stand 1. Januar 2022) | Fläche in km² | Einwohner je km² | Kanton seit 30. März 2015 Kanton bis 29. März 2015                                        | Arrondissement       | Gemeindeverband                             |
| ---------- | ----- | --------------------------- | -------------------------------- | ------------- | ---------------- | ----------------------------------------------------------------------------------------- | -------------------- | ------------------------------------------- |
| 18001      | 18250 | Achères                     | 332                              | 12,75         | 26               | Saint-Martin-d’Auxigny Henrichemont                                                       | Bourges              | Terres du Haut Berry                        |
| 18002      | 18200 | Ainay-le-Vieil              | 191                              | 13,77         | 14               | Châteaumeillant Saulzais-le-Potier                                                        | Saint-Amand-Montrond | Berry Grand Sud                             |
| 18004      | 18110 | Allogny                     | 1130                             | 49,53         | 23               | Saint-Martin-d’Auxigny                                                                    | Bourges              | Terres du Haut Berry                        |
| 18005      | 18500 | Allouis                     | 1052                             | 35,59         | 30               | Mehun-sur-Yèvre                                                                           | Vierzon              | Terres du Haut Berry                        |
| 18006      | 18340 | Annoix                      | 251                              | 11,79         | 21               | Trouy Levet                                                                               | Bourges              | Bourges Plus                                |
| 18007      | 18150 | Apremont-sur-Allier         | 67                               | 30,69         | 2                | La Guerche-sur-l’Aubois                                                                   | Saint-Amand-Montrond | Portes du Berry entre Loire et Val d’Aubois |
| 18008      | 18340 | Arçay                       | 488                              | 18,32         | 27               | Trouy Levet                                                                               | Bourges              | Bourges Plus                                |
| 18009      | 18200 | Arcomps                     | 269                              | 20,14         | 13               | Châteaumeillant Saulzais-le-Potier                                                        | Saint-Amand-Montrond | Berry Grand Sud                             |
| 18010      | 18170 | Ardenais                    | 203                              | 17,55         | 12               | Châteaumeillant Le Châtelet                                                               | Saint-Amand-Montrond | Berry Grand Sud                             |
| 18011      | 18410 | Argent-sur-Sauldre          | 2040                             | 67,35         | 30               | Aubigny-sur-Nère Argent-sur-Sauldre                                                       | Vierzon              | Sauldre et Sologne                          |
| 18012      | 18140 | Argenvières                 | 439                              | 14,72         | 30               | Avord Sancergues                                                                          | Bourges              | Berry-Loire-Vauvise                         |
| 18013      | 18200 | Arpheuilles                 | 301                              | 48,01         | 6                | Dun-sur-Auron Charenton-du-Cher                                                           | Saint-Amand-Montrond | Cœur de France                              |
| 18014      | 18260 | Assigny                     | 152                              | 17,05         | 9                | Sancerre Vailly-sur-Sauldre                                                               | Bourges              | Pays Fort Sancerrois Val de Loire           |
| 18015      | 18700 | Aubigny-sur-Nère            | 5464                             | 61,53         | 89               | Aubigny-sur-Nère                                                                          | Vierzon              | Sauldre et Sologne                          |
| 18016      | 18220 | Aubinges                    | 402                              | 10,97         | 37               | Saint-Germain-du-Puy Les Aix-d’Angillon                                                   | Bourges              | Terres du Haut Berry                        |
| 18017      | 18600 | Augy-sur-Aubois             | 284                              | 30,46         | 9                | Dun-sur-Auron Sancoins                                                                    | Saint-Amand-Montrond | Les Trois Provinces                         |
| 18018      | 18520 | Avord                       | 2908                             | 27,98         | 104              | Avord Baugy                                                                               | Bourges              | La Septaine                                 |
| 18019      | 18220 | Azy                         | 453                              | 27,62         | 16               | Saint-Germain-du-Puy Les Aix-d’Angillon                                                   | Bourges              | Terres du Haut Berry                        |
| 18020      | 18300 | Bannay                      | 841                              | 25,03         | 34               | Sancerre                                                                                  | Bourges              | Pays Fort Sancerrois Val de Loire           |
| 18021      | 18210 | Bannegon                    | 246                              | 21,08         | 12               | Dun-sur-Auron Charenton-du-Cher                                                           | Saint-Amand-Montrond | Le Dunois                                   |
| 18022      | 18260 | Barlieu                     | 336                              | 27,87         | 12               | Sancerre Vailly-sur-Sauldre                                                               | Bourges              | Pays Fort Sancerrois Val de Loire           |
| 18023      | 18800 | Baugy                       | 1610                             | 47,78         | 34               | Avord                                                                                     | Bourges              | La Septaine                                 |
| 18024      | 18370 | Beddes                      | 105                              | 12,92         | 8                | Châteaumeillant                                                                           | Saint-Amand-Montrond | Berry Grand Sud                             |
| 18025      | 18320 | Beffes                      | 598                              | 11,83         | 51               | Avord Sancergues                                                                          | Bourges              | Berry-Loire-Vauvise                         |
| 18026      | 18240 | Belleville-sur-Loire        | 990                              | 11,01         | 90               | Sancerre Léré                                                                             | Bourges              | Pays Fort Sancerrois Val de Loire           |
| 18027      | 18520 | Bengy-sur-Craon             | 636                              | 35,24         | 18               | Avord Baugy                                                                               | Bourges              | Pays de Nérondes                            |
| 18028      | 18500 | Berry-Bouy                  | 1171                             | 30,87         | 38               | Mehun-sur-Yèvre                                                                           | Vierzon              | Bourges Plus                                |
| 18029      | 18210 | Bessais-le-Fromental        | 293                              | 25,75         | 11               | Dun-sur-Auron Charenton-du-Cher                                                           | Saint-Amand-Montrond | Cœur de France                              |
| 18030      | 18410 | Blancafort                  | 1002                             | 64,35         | 16               | Aubigny-sur-Nère Argent-sur-Sauldre                                                       | Vierzon              | Sauldre et Sologne                          |
| 18031      | 18350 | Blet                        | 565                              | 30,08         | 19               | La Guerche-sur-l’Aubois Nérondes                                                          | Saint-Amand-Montrond | Pays de Nérondes                            |
| 18032      | 18240 | Boulleret                   | 1389                             | 32,71         | 42               | Sancerre Léré                                                                             | Bourges              | Pays Fort Sancerrois Val de Loire           |
| 18033      | 18000 | Bourges                     | 64.238                           | 68,74         | 935              | Bourges-1 Bourges-2 Bourges-3 Bourges-4 Bourges-1 Bourges-2 Bourges-3 Bourges-4 Bourges-5 | Bourges              | Bourges Plus                                |
| 18034      | 18200 | Bouzais                     | 285                              | 3,35          | 85               | Saint-Amand-Montrond                                                                      | Saint-Amand-Montrond | Cœur de France                              |
| 18035      | 18220 | Brécy                       | 969                              | 39,63         | 24               | Saint-Germain-du-Puy Les Aix-d’Angillon                                                   | Bourges              | Terres du Haut Berry                        |
| 18036      | 18120 | Brinay                      | 507                              | 29,48         | 17               | Mehun-sur-Yèvre Lury-sur-Arnon                                                            | Vierzon              | Cœur de Berry                               |
| 18037      | 18410 | Brinon-sur-Sauldre          | 972                              | 116,30        | 8                | Aubigny-sur-Nère Argent-sur-Sauldre                                                       | Vierzon              | Sauldre et Sologne                          |
| 18038      | 18200 | Bruère-Allichamps           | 569                              | 13,90         | 41               | Saint-Amand-Montrond                                                                      | Saint-Amand-Montrond | Cœur de France                              |
| 18039      | 18300 | Bué                         | 305                              | 6,30          | 48               | Sancerre                                                                                  | Bourges              | Pays Fort Sancerrois Val de Loire           |
| 18040      | 18130 | Bussy                       | 357                              | 26,69         | 13               | Dun-sur-Auron                                                                             | Saint-Amand-Montrond | Le Dunois                                   |
| 18044      | 18120 | Cerbois                     | 398                              | 18,45         | 22               | Mehun-sur-Yèvre Lury-sur-Arnon                                                            | Vierzon              | Cœur de Berry                               |
| 18045      | 18130 | Chalivoy-Milon              | 380                              | 19,61         | 19               | Dun-sur-Auron                                                                             | Saint-Amand-Montrond | Le Dunois                                   |
| 18046      | 18190 | Chambon                     | 154                              | 13,91         | 11               | Trouy Châteauneuf-sur-Cher                                                                | Saint-Amand-Montrond | Arnon Boischaut Cher                        |
| 18052      | 18210 | Charenton-du-Cher           | 999                              | 47,89         | 21               | Dun-sur-Auron Charenton-du-Cher                                                           | Saint-Amand-Montrond | Cœur de France                              |
| 18053      | 18140 | Charentonnay                | 287                              | 21,85         | 13               | Avord Sancergues                                                                          | Bourges              | Berry-Loire-Vauvise                         |
| 18054      | 18350 | Charly                      | 235                              | 25,66         | 9                | La Guerche-sur-l’Aubois Nérondes                                                          | Saint-Amand-Montrond | Pays de Nérondes                            |
| 18055      | 18290 | Chârost                     | 899                              | 10,97         | 82               | Chârost                                                                                   | Bourges              | Pays d’Issoudun                             |
| 18056      | 18800 | Chassy                      | 234                              | 17,76         | 13               | Avord Baugy                                                                               | Bourges              | Pays de Nérondes                            |
| 18057      | 18370 | Châteaumeillant             | 1666                             | 42,48         | 39               | Châteaumeillant                                                                           | Saint-Amand-Montrond | Berry Grand Sud                             |
| 18058      | 18190 | Châteauneuf-sur-Cher        | 1362                             | 21,97         | 62               | Trouy Châteauneuf-sur-Cher                                                                | Saint-Amand-Montrond | Arnon Boischaut Cher                        |
| 18060      | 18350 | Chaumont                    | 46                               | 2,11          | 22               | Dun-sur-Auron Sancoins                                                                    | Saint-Amand-Montrond | Les Trois Provinces                         |
| 18061      | 18140 | Chaumoux-Marcilly           | 84                               | 16,72         | 5                | Avord Sancergues                                                                          | Bourges              | La Septaine                                 |
| 18063      | 18190 | Chavannes                   | 153                              | 24,06         | 6                | Trouy Châteauneuf-sur-Cher                                                                | Saint-Amand-Montrond | Arnon Boischaut Cher                        |
| 18064      | 18120 | Chéry                       | 225                              | 13,54         | 17               | Mehun-sur-Yèvre Lury-sur-Arnon                                                            | Vierzon              | Cœur de Berry                               |
| 18065      | 18160 | Chezal-Benoît               | 762                              | 46,46         | 16               | Châteaumeillant Lignières                                                                 | Saint-Amand-Montrond | Pays d’Issoudun                             |
| 18066      | 18290 | Civray                      | 918                              | 40,87         | 22               | Chârost                                                                                   | Bourges              | FerCher                                     |
| 18067      | 18410 | Clémont                     | 709                              | 50,11         | 14               | Aubigny-sur-Nère Argent-sur-Sauldre                                                       | Vierzon              | Sauldre et Sologne                          |
| 18068      | 18130 | Cogny                       | 32                               | 16,69         | 2                | Dun-sur-Auron                                                                             | Saint-Amand-Montrond | Le Dunois                                   |
| 18069      | 18200 | Colombiers                  | 410                              | 9,51          | 43               | Saint-Amand-Montrond                                                                      | Saint-Amand-Montrond | Cœur de France                              |
| 18070      | 18260 | Concressault                | 196                              | 7,45          | 26               | Sancerre Vailly-sur-Sauldre                                                               | Bourges              | Pays Fort Sancerrois Val de Loire           |
| 18071      | 18130 | Contres                     | 34                               | 16,03         | 2                | Dun-sur-Auron                                                                             | Saint-Amand-Montrond | Le Dunois                                   |
| 18072      | 18350 | Cornusse                    | 227                              | 19,61         | 12               | La Guerche-sur-l’Aubois Nérondes                                                          | Saint-Amand-Montrond | Pays de Nérondes                            |
| 18073      | 18190 | Corquoy                     | 199                              | 36,57         | 5                | Trouy                                                                                     | Saint-Amand-Montrond | Arnon Boischaut Cher                        |
| 18074      | 18300 | Couargues                   | 197                              | 11,62         | 17               | Sancerre                                                                                  | Bourges              | Pays Fort Sancerrois Val de Loire           |
| 18075      | 18320 | Cours-les-Barres            | 1030                             | 21,16         | 49               | La Guerche-sur-l’Aubois                                                                   | Saint-Amand-Montrond | Portes du Berry entre Loire et Val d’Aubois |
| 18076      | 18210 | Coust                       | 430                              | 21,89         | 20               | Dun-sur-Auron Charenton-du-Cher                                                           | Saint-Amand-Montrond | Cœur de France                              |
| 18077      | 18140 | Couy                        | 376                              | 18,36         | 20               | Avord Sancergues                                                                          | Bourges              | Berry-Loire-Vauvise                         |
| 18078      | 18190 | Crézançay-sur-Cher          | 62                               | 7,65          | 8                | Trouy Châteauneuf-sur-Cher                                                                | Saint-Amand-Montrond | Arnon Boischaut Cher                        |
| 18079      | 18300 | Crézancy-en-Sancerre        | 425                              | 18,92         | 22               | Sancerre                                                                                  | Bourges              | Pays Fort Sancerrois Val de Loire           |
| 18080      | 18350 | Croisy                      | 144                              | 12,96         | 11               | La Guerche-sur-l’Aubois Nérondes                                                          | Saint-Amand-Montrond | Pays de Nérondes                            |
| 18081      | 18340 | Crosses                     | 385                              | 26,49         | 15               | Avord Baugy                                                                               | Bourges              | La Septaine                                 |
| 18082      | 18150 | Cuffy                       | 1018                             | 34,57         | 29               | La Guerche-sur-l’Aubois                                                                   | Saint-Amand-Montrond | Portes du Berry entre Loire et Val d’Aubois |
| 18083      | 18270 | Culan                       | 777                              | 20,23         | 38               | Châteaumeillant                                                                           | Saint-Amand-Montrond | Berry Grand Sud                             |
| 18084      | 18260 | Dampierre-en-Crot           | 203                              | 22,05         | 9                | Sancerre Vailly-sur-Sauldre                                                               | Bourges              | Pays Fort Sancerrois Val de Loire           |
| 18085      | 18310 | Dampierre-en-Graçay         | 248                              | 9,38          | 26               | Vierzon-2 Graçay                                                                          | Vierzon              | Vierzon-Sologne-Berry                       |
| 18086      | 18200 | Drevant                     | 551                              | 4,84          | 114              | Saint-Amand-Montrond                                                                      | Saint-Amand-Montrond | Cœur de France                              |
| 18087      | 18130 | Dun-sur-Auron               | 3566                             | 50,09         | 71               | Dun-sur-Auron                                                                             | Saint-Amand-Montrond | Le Dunois                                   |
| 18088      | 18380 | Ennordres                   | 206                              | 63,79         | 3                | Aubigny-sur-Nère La Chapelle-d’Angillon                                                   | Vierzon              | Sauldre et Sologne                          |
| 18089      | 18360 | Épineuil-le-Fleuriel        | 447                              | 41,60         | 11               | Châteaumeillant Saulzais-le-Potier                                                        | Saint-Amand-Montrond | Berry Grand Sud                             |
| 18090      | 18800 | Étréchy                     | 410                              | 31,88         | 13               | Avord Sancergues                                                                          | Bourges              | La Septaine                                 |
| 18091      | 18200 | Farges-Allichamps           | 255                              | 8,30          | 31               | Saint-Amand-Montrond                                                                      | Saint-Amand-Montrond | Cœur de France                              |
| 18092      | 18800 | Farges-en-Septaine          | 1014                             | 24,48         | 41               | Avord Baugy                                                                               | Bourges              | La Septaine                                 |
| 18093      | 18360 | Faverdines                  | 134                              | 18,51         | 7                | Châteaumeillant Saulzais-le-Potier                                                        | Saint-Amand-Montrond | Berry Grand Sud                             |
| 18094      | 18300 | Feux                        | 323                              | 27,46         | 12               | Sancerre                                                                                  | Bourges              | Pays Fort Sancerrois Val de Loire           |
| 18095      | 18350 | Flavigny                    | 156                              | 13,06         | 12               | La Guerche-sur-l’Aubois Nérondes                                                          | Saint-Amand-Montrond | Pays de Nérondes                            |
| 18096      | 18500 | Foëcy                       | 2052                             | 16,21         | 127              | Mehun-sur-Yèvre                                                                           | Vierzon              | Vierzon-Sologne-Berry                       |
| 18097      | 18110 | Fussy                       | 1914                             | 11,08         | 173              | Saint-Martin-d’Auxigny                                                                    | Bourges              | Terres du Haut Berry                        |
| 18098      | 18300 | Gardefort                   | 126                              | 8,44          | 15               | Sancerre                                                                                  | Bourges              | Pays Fort Sancerrois Val de Loire           |
| 18099      | 18140 | Garigny                     | 220                              | 19,66         | 11               | Avord Sancergues                                                                          | Bourges              | Berry-Loire-Vauvise                         |
| 18100      | 18310 | Genouilly                   | 666                              | 34,66         | 19               | Vierzon-2 Graçay                                                                          | Vierzon              | Vierzon-Sologne-Berry                       |
| 18101      | 18150 | Germigny-l’Exempt           | 292                              | 28,26         | 10               | La Guerche-sur-l’Aubois                                                                   | Saint-Amand-Montrond | Portes du Berry entre Loire et Val d’Aubois |
| 18102      | 18600 | Givardon                    | 302                              | 21,90         | 14               | Dun-sur-Auron Sancoins                                                                    | Saint-Amand-Montrond | Les Trois Provinces                         |
| 18103      | 18310 | Graçay                      | 1245                             | 31,82         | 39               | Vierzon-2 Graçay                                                                          | Vierzon              | Vierzon-Sologne-Berry                       |
| 18104      | 18140 | Groises                     | 131                              | 17,63         | 7                | Avord Sancergues                                                                          | Bourges              | Berry-Loire-Vauvise                         |
| 18105      | 18800 | Gron                        | 469                              | 26,22         | 18               | Avord Baugy                                                                               | Bourges              | La Septaine                                 |
| 18106      | 18600 | Grossouvre                  | 264                              | 15,75         | 17               | Dun-sur-Auron Sancoins                                                                    | Saint-Amand-Montrond | Les Trois Provinces                         |
| 18109      | 18250 | Henrichemont                | 1713                             | 25,27         | 68               | Saint-Germain-du-Puy Henrichemont                                                         | Bourges              | Terres du Haut Berry                        |
| 18110      | 18140 | Herry                       | 959                              | 49,87         | 19               | Avord Sancergues                                                                          | Bourges              | Berry-Loire-Vauvise                         |
| 18111      | 18250 | Humbligny                   | 182                              | 20,86         | 9                | Saint-Germain-du-Puy Henrichemont                                                         | Bourges              | Terres du Haut Berry                        |
| 18112      | 18170 | Ids-Saint-Roch              | 287                              | 27,83         | 10               | Châteaumeillant Le Châtelet                                                               | Saint-Amand-Montrond | Berry Grand Sud                             |
| 18113      | 18350 | Ignol                       | 174                              | 17,67         | 10               | La Guerche-sur-l’Aubois Nérondes                                                          | Saint-Amand-Montrond | Pays de Nérondes                            |
| 18114      | 18160 | Ineuil                      | 216                              | 27,48         | 8                | Châteaumeillant Lignières                                                                 | Saint-Amand-Montrond | Berry Grand Sud                             |
| 18115      | 18380 | Ivoy-le-Pré                 | 775                              | 98,74         | 8                | Aubigny-sur-Nère La Chapelle-d’Angillon                                                   | Vierzon              | Sauldre et Sologne                          |
| 18116      | 18300 | Jalognes                    | 269                              | 28,09         | 10               | Sancerre                                                                                  | Bourges              | Pays Fort Sancerrois Val de Loire           |
| 18117      | 18260 | Jars                        | 491                              | 37,34         | 13               | Sancerre Vailly-sur-Sauldre                                                               | Bourges              | Pays Fort Sancerrois Val de Loire           |
| 18118      | 18320 | Jouet-sur-l’Aubois          | 1306                             | 17,33         | 75               | La Guerche-sur-l’Aubois                                                                   | Saint-Amand-Montrond | Portes du Berry entre Loire et Val d’Aubois |
| 18119      | 18130 | Jussy-Champagne             | 206                              | 27,30         | 8                | Avord Baugy                                                                               | Bourges              | La Septaine                                 |
| 18120      | 18140 | Jussy-le-Chaudrier          | 578                              | 25,73         | 22               | Avord Sancergues                                                                          | Bourges              | Berry-Loire-Vauvise                         |
| 18041      | 18360 | La Celette                  | 204                              | 24,81         | 8                | Châteaumeillant Saulzais-le-Potier                                                        | Saint-Amand-Montrond | Berry Grand Sud                             |
| 18042      | 18200 | La Celle                    | 329                              | 12,80         | 26               | Saint-Amand-Montrond                                                                      | Saint-Amand-Montrond | Cœur de France                              |
| 18043      | 18160 | La Celle-Condé              | 191                              | 30,94         | 6                | Châteaumeillant Lignières                                                                 | Saint-Amand-Montrond | Arnon Boischaut Cher                        |
| 18047      | 18380 | La Chapelle-d’Angillon      | 610                              | 10,17         | 60               | Aubigny-sur-Nère La Chapelle-d’Angillon                                                   | Vierzon              | Sauldre et Sologne                          |
| 18048      | 18150 | La Chapelle-Hugon           | 385                              | 16,16         | 24               | La Guerche-sur-l’Aubois                                                                   | Saint-Amand-Montrond | Portes du Berry entre Loire et Val d’Aubois |
| 18049      | 18140 | La Chapelle-Montlinard      | 490                              | 17,14         | 29               | Avord Sancergues                                                                          | Bourges              | Les Bertranges                              |
| 18050      | 18570 | La Chapelle-Saint-Ursin     | 3687                             | 7,83          | 471              | Saint-Doulchard                                                                           | Bourges              | Bourges Plus                                |
| 18051      | 18250 | La Chapelotte               | 130                              | 28,50         | 5                | Saint-Germain-du-Puy Henrichemont                                                         | Bourges              | Terres du Haut Berry                        |
| 18107      | 18200 | La Groutte                  | 119                              | 2,92          | 41               | Saint-Amand-Montrond                                                                      | Saint-Amand-Montrond | Cœur de France                              |
| 18108      | 18150 | La Guerche-sur-l’Aubois     | 3187                             | 52,70         | 60               | La Guerche-sur-l’Aubois                                                                   | Saint-Amand-Montrond | Portes du Berry entre Loire et Val d’Aubois |
| 18178      | 18200 | La Perche                   | 192                              | 10,45         | 18               | Châteaumeillant Saulzais-le-Potier                                                        | Saint-Amand-Montrond | Berry Grand Sud                             |
| 18121      | 18130 | Lantan                      | 95                               | 13,36         | 7                | Dun-sur-Auron                                                                             | Saint-Amand-Montrond | Le Dunois                                   |
| 18122      | 18340 | Lapan                       | 226                              | 10,50         | 22               | Trouy Levet                                                                               | Bourges              | Arnon Boischaut Cher                        |
| 18124      | 18120 | Lazenay                     | 282                              | 30,74         | 9                | Mehun-sur-Yèvre Lury-sur-Arnon                                                            | Vierzon              | Cœur de Berry                               |
| 18059      | 18170 | Le Châtelet                 | 920                              | 32,80         | 28               | Châteaumeillant Le Châtelet                                                               | Saint-Amand-Montrond | Berry Grand Sud                             |
| 18062      | 18150 | Le Chautay                  | 264                              | 14,74         | 18               | La Guerche-sur-l’Aubois                                                                   | Saint-Amand-Montrond | Portes du Berry entre Loire et Val d’Aubois |
| 18168      | 18260 | Le Noyer                    | 236                              | 19,98         | 12               | Sancerre Vailly-sur-Sauldre                                                               | Bourges              | Pays Fort Sancerrois Val de Loire           |
| 18183      | 18210 | Le Pondy                    | 154                              | 6,63          | 23               | Dun-sur-Auron Charenton-du-Cher                                                           | Saint-Amand-Montrond | Le Dunois                                   |
| 18255      | 18570 | Le Subdray                  | 968                              | 20,28         | 48               | Chârost                                                                                   | Bourges              | Bourges Plus                                |
| 18125      | 18240 | Léré                        | 1095                             | 15,98         | 69               | Sancerre Léré                                                                             | Bourges              | Pays Fort Sancerrois Val de Loire           |
| 18003      | 18220 | Les Aix-d’Angillon          | 1871                             | 14,68         | 127              | Saint-Germain-du-Puy Les Aix-d’Angillon                                                   | Bourges              | Terres du Haut Berry                        |
| 18126      | 18340 | Levet                       | 1367                             | 25,97         | 53               | Trouy Levet                                                                               | Bourges              | Arnon Boischaut Cher                        |
| 18127      | 18160 | Lignières                   | 1325                             | 21,88         | 61               | Châteaumeillant Lignières                                                                 | Saint-Amand-Montrond | Arnon Boischaut Cher                        |
| 18128      | 18120 | Limeux                      | 171                              | 13,17         | 13               | Mehun-sur-Yèvre Lury-sur-Arnon                                                            | Vierzon              | Cœur de Berry                               |
| 18129      | 18340 | Lissay-Lochy                | 226                              | 22,06         | 10               | Trouy Levet                                                                               | Bourges              | Bourges Plus                                |
| 18130      | 18170 | Loye-sur-Arnon              | 301                              | 34,15         | 9                | Châteaumeillant Saulzais-le-Potier                                                        | Saint-Amand-Montrond | Berry Grand Sud                             |
| 18132      | 18140 | Lugny-Champagne             | 140                              | 29,54         | 5                | Avord Sancergues                                                                          | Bourges              | Berry-Loire-Vauvise                         |
| 18133      | 18400 | Lunery                      | 1522                             | 32,87         | 46               | Chârost                                                                                   | Bourges              | FerCher                                     |
| 18134      | 18120 | Lury-sur-Arnon              | 662                              | 13,84         | 48               | Mehun-sur-Yèvre Lury-sur-Arnon                                                            | Vierzon              | Cœur de Berry                               |
| 18135      | 18170 | Maisonnais                  | 228                              | 26,95         | 8                | Châteaumeillant Le Châtelet                                                               | Saint-Amand-Montrond | Berry Grand Sud                             |
| 18136      | 18170 | Marçais                     | 305                              | 29,03         | 11               | Saint-Amand-Montrond                                                                      | Saint-Amand-Montrond | Cœur de France                              |
| 18137      | 18290 | Mareuil-sur-Arnon           | 476                              | 25,89         | 18               | Chârost                                                                                   | Bourges              | FerCher                                     |
| 18138      | 18500 | Marmagne                    | 1934                             | 37,66         | 51               | Saint-Doulchard                                                                           | Bourges              | Bourges Plus                                |
| 18139      | 18320 | Marseilles-lès-Aubigny      | 647                              | 9,88          | 65               | Avord Sancergues                                                                          | Bourges              | Portes du Berry entre Loire et Val d’Aubois |
| 18140      | 18120 | Massay                      | 1347                             | 47,94         | 28               | Mehun-sur-Yèvre Vierzon-2                                                                 | Vierzon              | Vierzon-Sologne-Berry                       |
| 18141      | 18500 | Mehun-sur-Yèvre             | 6394                             | 24,45         | 262              | Mehun-sur-Yèvre                                                                           | Vierzon              | Bourges Plus                                |
| 18142      | 18200 | Meillant                    | 648                              | 40,60         | 16               | Saint-Amand-Montrond                                                                      | Saint-Amand-Montrond | Cœur de France                              |
| 18143      | 18320 | Menetou-Couture             | 357                              | 28,93         | 12               | La Guerche-sur-l’Aubois Nérondes                                                          | Saint-Amand-Montrond | Portes du Berry entre Loire et Val d’Aubois |
| 18144      | 18300 | Menetou-Râtel               | 463                              | 28,01         | 17               | Sancerre                                                                                  | Bourges              | Pays Fort Sancerrois Val de Loire           |
| 18145      | 18510 | Menetou-Salon               | 1618                             | 37,66         | 43               | Saint-Martin-d’Auxigny                                                                    | Bourges              | Terres du Haut Berry                        |
| 18146      | 18300 | Ménétréol-sous-Sancerre     | 296                              | 5,67          | 52               | Sancerre                                                                                  | Bourges              | Pays Fort Sancerrois Val de Loire           |
| 18147      | 18700 | Ménétréol-sur-Sauldre       | 196                              | 50,08         | 4                | Aubigny-sur-Nère                                                                          | Vierzon              | Sauldre et Sologne                          |
| 18148      | 18120 | Méreau                      | 2649                             | 18,65         | 142              | Mehun-sur-Yèvre Lury-sur-Arnon                                                            | Vierzon              | Cœur de Berry                               |
| 18149      | 18380 | Méry-ès-Bois                | 538                              | 91,59         | 6                | Aubigny-sur-Nère La Chapelle-d’Angillon                                                   | Vierzon              | Sauldre et Sologne                          |
| 18150      | 18100 | Méry-sur-Cher               | 710                              | 20,91         | 34               | Vierzon-2                                                                                 | Vierzon              | Vierzon-Sologne-Berry                       |
| 18151      | 18250 | Montigny                    | 323                              | 28,65         | 11               | Saint-Germain-du-Puy Henrichemont                                                         | Bourges              | Terres du Haut Berry                        |
| 18152      | 18160 | Montlouis                   | 110                              | 18,98         | 6                | Châteaumeillant Lignières                                                                 | Saint-Amand-Montrond | Arnon Boischaut Cher                        |
| 18153      | 18170 | Morlac                      | 274                              | 32,38         | 8                | Châteaumeillant Le Châtelet                                                               | Saint-Amand-Montrond | Berry Grand Sud                             |
| 18154      | 18350 | Mornay-Berry                | 168                              | 9,15          | 18               | La Guerche-sur-l’Aubois Nérondes                                                          | Saint-Amand-Montrond | Pays de Nérondes                            |
| 18155      | 18600 | Mornay-sur-Allier           | 417                              | 21,62         | 19               | Dun-sur-Auron Sancoins                                                                    | Saint-Amand-Montrond | Les Trois Provinces                         |
| 18156      | 18220 | Morogues                    | 423                              | 30,53         | 14               | Saint-Germain-du-Puy Les Aix-d’Angillon                                                   | Bourges              | Terres du Haut Berry                        |
| 18157      | 18570 | Morthomiers                 | 815                              | 14,54         | 56               | Chârost                                                                                   | Bourges              | Bourges Plus                                |
| 18158      | 18390 | Moulins-sur-Yèvre           | 851                              | 15,33         | 56               | Avord Baugy                                                                               | Bourges              | Terres du Haut Berry                        |
| 18159      | 18330 | Nançay                      | 768                              | 106,33        | 7                | Aubigny-sur-Nère Vierzon-2                                                                | Vierzon              | Sauldre et Sologne                          |
| 18160      | 18350 | Nérondes                    | 1412                             | 34,00         | 42               | La Guerche-sur-l’Aubois Nérondes                                                          | Saint-Amand-Montrond | Pays de Nérondes                            |
| 18161      | 18600 | Neuilly-en-Dun              | 225                              | 29,46         | 8                | Dun-sur-Auron Sancoins                                                                    | Saint-Amand-Montrond | Les Trois Provinces                         |
| 18162      | 18250 | Neuilly-en-Sancerre         | 246                              | 26,05         | 9                | Saint-Germain-du-Puy Henrichemont                                                         | Bourges              | Terres du Haut Berry                        |
| 18163      | 18250 | Neuvy-Deux-Clochers         | 257                              | 16,50         | 16               | Saint-Germain-du-Puy Henrichemont                                                         | Bourges              | Terres du Haut Berry                        |
| 18164      | 18600 | Neuvy-le-Barrois            | 147                              | 41,98         | 4                | Dun-sur-Auron Sancoins                                                                    | Saint-Amand-Montrond | Les Trois Provinces                         |
| 18165      | 18330 | Neuvy-sur-Barangeon         | 1114                             | 67,34         | 17               | Aubigny-sur-Nère Vierzon-2                                                                | Vierzon              | Vierzon-Sologne-Berry                       |
| 18166      | 18390 | Nohant-en-Goût              | 551                              | 24,79         | 22               | Avord Baugy                                                                               | Bourges              | La Septaine                                 |
| 18167      | 18310 | Nohant-en-Graçay            | 292                              | 23,78         | 12               | Vierzon-2 Graçay                                                                          | Vierzon              | Vierzon-Sologne-Berry                       |
| 18169      | 18200 | Nozières                    | 234                              | 10,35         | 23               | Saint-Amand-Montrond                                                                      | Saint-Amand-Montrond | Cœur de France                              |
| 18170      | 18700 | Oizon                       | 667                              | 62,03         | 11               | Aubigny-sur-Nère                                                                          | Vierzon              | Sauldre et Sologne                          |
| 18171      | 18200 | Orcenais                    | 242                              | 18,93         | 13               | Saint-Amand-Montrond                                                                      | Saint-Amand-Montrond | Cœur de France                              |
| 18172      | 18200 | Orval                       | 1637                             | 7,65          | 214              | Saint-Amand-Montrond                                                                      | Saint-Amand-Montrond | Cœur de France                              |
| 18173      | 18130 | Osmery                      | 273                              | 26,60         | 10               | Dun-sur-Auron La Guerche-sur-l’Aubois                                                     | Saint-Amand-Montrond | Le Dunois                                   |
| 18174      | 18390 | Osmoy                       | 271                              | 22,63         | 12               | Avord Baugy                                                                               | Bourges              | La Septaine                                 |
| 18175      | 18350 | Ourouer-les-Bourdelins      | 605                              | 24,64         | 25               | La Guerche-sur-l’Aubois Nérondes                                                          | Saint-Amand-Montrond | Pays de Nérondes                            |
| 18176      | 18220 | Parassy                     | 406                              | 26,02         | 16               | Saint-Germain-du-Puy Les Aix-d’Angillon                                                   | Bourges              | Terres du Haut Berry                        |
| 18177      | 18130 | Parnay                      | 50                               | 17,28         | 3                | Dun-sur-Auron                                                                             | Saint-Amand-Montrond | Le Dunois                                   |
| 18179      | 18110 | Pigny                       | 968                              | 8,08          | 120              | Saint-Martin-d’Auxigny                                                                    | Bourges              | Terres du Haut Berry                        |
| 18180      | 18340 | Plaimpied-Givaudins         | 2104                             | 40,51         | 52               | Trouy Levet                                                                               | Bourges              | Bourges Plus                                |
| 18181      | 18290 | Plou                        | 533                              | 33,21         | 16               | Chârost                                                                                   | Bourges              | FerCher                                     |
| 18182      | 18290 | Poisieux                    | 217                              | 10,30         | 21               | Chârost                                                                                   | Bourges              | Cœur de Berry                               |
| 18184      | 18140 | Précy                       | 354                              | 14,45         | 24               | Avord Sancergues                                                                          | Bourges              | Berry-Loire-Vauvise                         |
| 18185      | 18380 | Presly                      | 221                              | 74,63         | 3                | Aubigny-sur-Nère La Chapelle-d’Angillon                                                   | Vierzon              | Sauldre et Sologne                          |
| 18186      | 18120 | Preuilly                    | 473                              | 14,94         | 32               | Mehun-sur-Yèvre Lury-sur-Arnon                                                            | Vierzon              | Cœur de Berry                               |
| 18187      | 18370 | Préveranges                 | 522                              | 38,16         | 14               | Châteaumeillant                                                                           | Saint-Amand-Montrond | Berry Grand Sud                             |
| 18188      | 18400 | Primelles                   | 193                              | 26,57         | 7                | Chârost                                                                                   | Bourges              | FerCher                                     |
| 18189      | 18110 | Quantilly                   | 481                              | 12,69         | 38               | Saint-Martin-d’Auxigny                                                                    | Bourges              | Terres du Haut Berry                        |
| 18190      | 18120 | Quincy                      | 821                              | 18,19         | 45               | Mehun-sur-Yèvre Lury-sur-Arnon                                                            | Vierzon              | Cœur de Berry                               |
| 18191      | 18130 | Raymond                     | 175                              | 9,24          | 19               | Dun-sur-Auron                                                                             | Saint-Amand-Montrond | Le Dunois                                   |
| 18192      | 18270 | Reigny                      | 228                              | 24,61         | 9                | Châteaumeillant                                                                           | Saint-Amand-Montrond | Berry Grand Sud                             |
| 18193      | 18170 | Rezay                       | 203                              | 21,26         | 10               | Châteaumeillant Le Châtelet                                                               | Saint-Amand-Montrond | Berry Grand Sud                             |
| 18194      | 18220 | Rians                       | 962                              | 32,41         | 30               | Saint-Germain-du-Puy Les Aix-d’Angillon                                                   | Bourges              | Terres du Haut Berry                        |
| 18195      | 18600 | Sagonne                     | 188                              | 18,85         | 10               | Dun-sur-Auron Sancoins                                                                    | Saint-Amand-Montrond | Les Trois Provinces                         |
| 18196      | 18600 | Saint-Aignan-des-Noyers     | 74                               | 10,95         | 7                | Dun-sur-Auron Sancoins                                                                    | Saint-Amand-Montrond | Les Trois Provinces                         |
| 18197      | 18200 | Saint-Amand-Montrond        | 9690                             | 20,17         | 480              | Saint-Amand-Montrond                                                                      | Saint-Amand-Montrond | Cœur de France                              |
| 18198      | 18290 | Saint-Ambroix               | 375                              | 31,22         | 12               | Chârost                                                                                   | Bourges              | Pays d’Issoudun                             |
| 18199      | 18160 | Saint-Baudel                | 251                              | 30,09         | 8                | Châteaumeillant Lignières                                                                 | Saint-Amand-Montrond | Arnon Boischaut Cher                        |
| 18200      | 18300 | Saint-Bouize                | 258                              | 14,97         | 17               | Sancerre                                                                                  | Bourges              | Pays Fort Sancerrois Val de Loire           |
| 18201      | 18400 | Saint-Caprais               | 757                              | 14,42         | 52               | Trouy Levet                                                                               | Bourges              | FerCher                                     |
| 18202      | 18220 | Saint-Céols                 | 13                               | 3,34          | 4                | Saint-Germain-du-Puy Les Aix-d’Angillon                                                   | Bourges              | Terres du Haut Berry                        |
| 18203      | 18270 | Saint-Christophe-le-Chaudry | 94                               | 17,52         | 5                | Châteaumeillant                                                                           | Saint-Amand-Montrond | Berry Grand Sud                             |
| 18204      | 18130 | Saint-Denis-de-Palin        | 278                              | 30,51         | 9                | Dun-sur-Auron                                                                             | Saint-Amand-Montrond | Le Dunois                                   |
| 18205      | 18230 | Saint-Doulchard             | 9650                             | 24,01         | 402              | Saint-Doulchard                                                                           | Bourges              | Bourges Plus                                |
| 18208      | 18240 | Sainte-Gemme-en-Sancerrois  | 403                              | 14,84         | 27               | Sancerre Léré                                                                             | Bourges              | Pays Fort Sancerrois Val de Loire           |
| 18206      | 18110 | Saint-Éloy-de-Gy            | 1569                             | 31,20         | 50               | Saint-Martin-d’Auxigny                                                                    | Bourges              | Terres du Haut Berry                        |
| 18227      | 18700 | Sainte-Montaine             | 167                              | 53,79         | 3                | Aubigny-sur-Nère                                                                          | Vierzon              | Sauldre et Sologne                          |
| 18235      | 18220 | Sainte-Solange              | 1114                             | 31,85         | 35               | Saint-Germain-du-Puy Les Aix-d’Angillon                                                   | Bourges              | Terres du Haut Berry                        |
| 18237      | 18500 | Sainte-Thorette             | 473                              | 26,54         | 18               | Mehun-sur-Yèvre                                                                           | Vierzon              | Cœur de Berry                               |
| 18207      | 18400 | Saint-Florent-sur-Cher      | 6416                             | 22,41         | 286              | Chârost                                                                                   | Bourges              | FerCher                                     |
| 18209      | 18200 | Saint-Georges-de-Poisieux   | 435                              | 15,61         | 28               | Châteaumeillant Saulzais-le-Potier                                                        | Saint-Amand-Montrond | Berry Grand Sud                             |
| 18210      | 18100 | Saint-Georges-sur-la-Prée   | 595                              | 22,83         | 26               | Vierzon-2 Graçay                                                                          | Vierzon              | Vierzon-Sologne-Berry                       |
| 18211      | 18110 | Saint-Georges-sur-Moulon    | 722                              | 9,43          | 77               | Saint-Martin-d’Auxigny                                                                    | Bourges              | Terres du Haut Berry                        |
| 18212      | 18340 | Saint-Germain-des-Bois      | 614                              | 29,00         | 21               | Dun-sur-Auron                                                                             | Saint-Amand-Montrond | Le Dunois                                   |
| 18213      | 18390 | Saint-Germain-du-Puy        | 4852                             | 21,63         | 224              | Saint-Germain-du-Puy Les Aix-d’Angillon                                                   | Bourges              | Bourges Plus                                |
| 18214      | 18100 | Saint-Hilaire-de-Court      | 595                              | 11,75         | 51               | Vierzon-2                                                                                 | Vierzon              | Vierzon-Sologne-Berry                       |
| 18215      | 18320 | Saint-Hilaire-de-Gondilly   | 136                              | 18,42         | 7                | La Guerche-sur-l’Aubois Nérondes                                                          | Saint-Amand-Montrond | Portes du Berry entre Loire et Val d’Aubois |
| 18216      | 18160 | Saint-Hilaire-en-Lignières  | 496                              | 53,78         | 9                | Châteaumeillant Lignières                                                                 | Saint-Amand-Montrond | Berry Grand Sud                             |
| 18217      | 18370 | Saint-Jeanvrin              | 166                              | 17,53         | 9                | Châteaumeillant                                                                           | Saint-Amand-Montrond | Berry Grand Sud                             |
| 18218      | 18340 | Saint-Just                  | 646                              | 15,12         | 43               | Trouy Levet                                                                               | Bourges              | Bourges Plus                                |
| 18219      | 18330 | Saint-Laurent               | 511                              | 38,72         | 13               | Saint-Martin-d’Auxigny Vierzon-2                                                          | Vierzon              | Vierzon-Sologne-Berry                       |
| 18220      | 18140 | Saint-Léger-le-Petit        | 354                              | 10,05         | 35               | Avord Sancergues                                                                          | Bourges              | Berry-Loire-Vauvise                         |
| 18221      | 18190 | Saint-Loup-des-Chaumes      | 285                              | 18,55         | 15               | Trouy Châteauneuf-sur-Cher                                                                | Saint-Amand-Montrond | Arnon Boischaut Cher                        |
| 18223      | 18110 | Saint-Martin-d’Auxigny      | 2525                             | 24,08         | 105              | Saint-Martin-d’Auxigny                                                                    | Bourges              | Terres du Haut Berry                        |
| 18224      | 18140 | Saint-Martin-des-Champs     | 303                              | 18,96         | 16               | Avord Sancergues                                                                          | Bourges              | Berry-Loire-Vauvise                         |
| 18225      | 18270 | Saint-Maur                  | 258                              | 25,62         | 10               | Châteaumeillant                                                                           | Saint-Amand-Montrond | Berry Grand Sud                             |
| 18226      | 18390 | Saint-Michel-de-Volangis    | 466                              | 17,42         | 27               | Saint-Germain-du-Puy Les Aix-d’Angillon                                                   | Bourges              | Bourges Plus                                |
| 18228      | 18310 | Saint-Outrille              | 215                              | 12,48         | 17               | Vierzon-2 Graçay                                                                          | Vierzon              | Vierzon-Sologne-Berry                       |
| 18229      | 18110 | Saint-Palais                | 617                              | 26,12         | 24               | Saint-Martin-d’Auxigny                                                                    | Bourges              | Terres du Haut Berry                        |
| 18230      | 18170 | Saint-Pierre-les-Bois       | 272                              | 20,38         | 13               | Châteaumeillant Le Châtelet                                                               | Saint-Amand-Montrond | Berry Grand Sud                             |
| 18231      | 18210 | Saint-Pierre-les-Étieux     | 744                              | 27,34         | 27               | Dun-sur-Auron Charenton-du-Cher                                                           | Saint-Amand-Montrond | Cœur de France                              |
| 18232      | 18370 | Saint-Priest-la-Marche      | 249                              | 20,33         | 12               | Châteaumeillant                                                                           | Saint-Amand-Montrond | Berry Grand Sud                             |
| 18233      | 18300 | Saint-Satur                 | 1410                             | 7,86          | 179              | Sancerre                                                                                  | Bourges              | Pays Fort Sancerrois Val de Loire           |
| 18234      | 18370 | Saint-Saturnin              | 440                              | 39,04         | 11               | Châteaumeillant                                                                           | Saint-Amand-Montrond | Berry Grand Sud                             |
| 18236      | 18190 | Saint-Symphorien            | 133                              | 9,54          | 14               | Trouy Châteauneuf-sur-Cher                                                                | Saint-Amand-Montrond | Arnon Boischaut Cher                        |
| 18238      | 18360 | Saint-Vitte                 | 121                              | 16,38         | 7                | Châteaumeillant Saulzais-le-Potier                                                        | Saint-Amand-Montrond | Berry Grand Sud                             |
| 18240      | 18140 | Sancergues                  | 626                              | 15,53         | 40               | Avord Sancergues                                                                          | Bourges              | Berry-Loire-Vauvise                         |
| 18241      | 18300 | Sancerre                    | 1328                             | 16,27         | 82               | Sancerre                                                                                  | Bourges              | Pays Fort Sancerrois Val de Loire           |
| 18242      | 18600 | Sancoins                    | 2941                             | 53,52         | 55               | Dun-sur-Auron Sancoins                                                                    | Saint-Amand-Montrond | Les Trois Provinces                         |
| 18243      | 18240 | Santranges                  | 438                              | 24,31         | 18               | Sancerre Léré                                                                             | Bourges              | Pays Fort Sancerrois Val de Loire           |
| 18244      | 18290 | Saugy                       | 78                               | 9,63          | 8                | Chârost                                                                                   | Bourges              | FerCher                                     |
| 18245      | 18360 | Saulzais-le-Potier          | 476                              | 32,38         | 15               | Châteaumeillant Saulzais-le-Potier                                                        | Saint-Amand-Montrond | Berry Grand Sud                             |
| 18246      | 18240 | Savigny-en-Sancerre         | 1111                             | 33,31         | 33               | Sancerre Léré                                                                             | Bourges              | Pays Fort Sancerrois Val de Loire           |
| 18247      | 18390 | Savigny-en-Septaine         | 710                              | 22,58         | 31               | Avord Baugy                                                                               | Bourges              | La Septaine                                 |
| 18248      | 18340 | Senneçay                    | 451                              | 14,47         | 31               | Trouy Levet                                                                               | Bourges              | Le Dunois                                   |
| 18249      | 18300 | Sens-Beaujeu                | 403                              | 21,54         | 19               | Sancerre                                                                                  | Bourges              | Pays Fort Sancerrois Val de Loire           |
| 18250      | 18190 | Serruelles                  | 67                               | 7,51          | 9                | Trouy Châteauneuf-sur-Cher                                                                | Saint-Amand-Montrond | Arnon Boischaut Cher                        |
| 18251      | 18140 | Sévry                       | 62                               | 9,04          | 7                | Avord Sancergues                                                                          | Bourges              | Berry-Loire-Vauvise                         |
| 18252      | 18270 | Sidiailles                  | 295                              | 31,96         | 9                | Châteaumeillant                                                                           | Saint-Amand-Montrond | Berry Grand Sud                             |
| 18253      | 18220 | Soulangis                   | 457                              | 13,76         | 33               | Saint-Germain-du-Puy Les Aix-d’Angillon                                                   | Bourges              | Terres du Haut Berry                        |
| 18254      | 18340 | Soye-en-Septaine            | 582                              | 18,57         | 31               | Trouy Levet                                                                               | Bourges              | La Septaine                                 |
| 18256      | 18260 | Subligny                    | 337                              | 17,26         | 20               | Sancerre Vailly-sur-Sauldre                                                               | Bourges              | Pays Fort Sancerrois Val de Loire           |
| 18258      | 18300 | Sury-en-Vaux                | 685                              | 15,82         | 43               | Sancerre                                                                                  | Bourges              | Pays Fort Sancerrois Val de Loire           |
| 18259      | 18260 | Sury-ès-Bois                | 300                              | 31,90         | 9                | Sancerre Vailly-sur-Sauldre                                                               | Bourges              | Pays Fort Sancerrois Val de Loire           |
| 18257      | 18240 | Sury-près-Léré              | 656                              | 17,78         | 37               | Sancerre Léré                                                                             | Bourges              | Pays Fort Sancerrois Val de Loire           |
| 18260      | 18350 | Tendron                     | 88                               | 10,44         | 8                | La Guerche-sur-l’Aubois Nérondes                                                          | Saint-Amand-Montrond | Pays de Nérondes                            |
| 18261      | 18210 | Thaumiers                   | 392                              | 27,33         | 14               | Dun-sur-Auron Charenton-du-Cher                                                           | Saint-Amand-Montrond | Le Dunois                                   |
| 18262      | 18300 | Thauvenay                   | 319                              | 9,86          | 32               | Sancerre                                                                                  | Bourges              | Pays Fort Sancerrois Val de Loire           |
| 18263      | 18100 | Thénioux                    | 666                              | 18,33         | 36               | Vierzon-2                                                                                 | Vierzon              | Vierzon-Sologne-Berry                       |
| 18264      | 18260 | Thou                        | 78                               | 9,19          | 8                | Sancerre Vailly-sur-Sauldre                                                               | Bourges              | Pays Fort Sancerrois Val de Loire           |
| 18265      | 18320 | Torteron                    | 789                              | 13,53         | 58               | La Guerche-sur-l’Aubois                                                                   | Saint-Amand-Montrond | Portes du Berry entre Loire et Val d’Aubois |
| 18266      | 18160 | Touchay                     | 224                              | 23,41         | 10               | Châteaumeillant Lignières                                                                 | Saint-Amand-Montrond | Berry Grand Sud                             |
| 18267      | 18570 | Trouy                       | 4034                             | 23,19         | 174              | Trouy Levet                                                                               | Bourges              | Bourges Plus                                |
| 18268      | 18190 | Uzay-le-Venon               | 410                              | 34,60         | 12               | Trouy Châteauneuf-sur-Cher                                                                | Saint-Amand-Montrond | Arnon Boischaut Cher                        |
| 18269      | 18260 | Vailly-sur-Sauldre          | 649                              | 18,25         | 36               | Sancerre Vailly-sur-Sauldre                                                               | Bourges              | Pays Fort Sancerrois Val de Loire           |
| 18270      | 18190 | Vallenay                    | 694                              | 25,66         | 27               | Trouy Châteauneuf-sur-Cher                                                                | Saint-Amand-Montrond | Arnon Boischaut Cher                        |
| 18271      | 18110 | Vasselay                    | 1569                             | 20,21         | 78               | Saint-Martin-d’Auxigny                                                                    | Bourges              | Terres du Haut Berry                        |
| 18272      | 18300 | Veaugues                    | 605                              | 27,92         | 22               | Sancerre                                                                                  | Bourges              | Pays Fort Sancerrois Val de Loire           |
| 18273      | 18190 | Venesmes                    | 788                              | 31,76         | 25               | Trouy Châteauneuf-sur-Cher                                                                | Saint-Amand-Montrond | Arnon Boischaut Cher                        |
| 18274      | 18300 | Verdigny                    | 318                              | 4,99          | 64               | Sancerre                                                                                  | Bourges              | Pays Fort Sancerrois Val de Loire           |
| 18275      | 18600 | Vereaux                     | 137                              | 22,96         | 6                | Dun-sur-Auron Sancoins                                                                    | Saint-Amand-Montrond | Les Trois Provinces                         |
| 18276      | 18210 | Vernais                     | 184                              | 25,84         | 7                | Dun-sur-Auron Charenton-du-Cher                                                           | Saint-Amand-Montrond | Cœur de France                              |
| 18277      | 18210 | Verneuil                    | 35                               | 11,04         | 3                | Dun-sur-Auron                                                                             | Saint-Amand-Montrond | Le Dunois                                   |
| 18278      | 18360 | Vesdun                      | 544                              | 48,61         | 11               | Châteaumeillant Saulzais-le-Potier                                                        | Saint-Amand-Montrond | Berry Grand Sud                             |
| 18279      | 18100 | Vierzon                     | 25.254                           | 74,50         | 339              | Vierzon-1 Vierzon-2 Vierzon-1 Vierzon-2                                                   | Vierzon              | Vierzon-Sologne-Berry                       |
| 18280      | 18110 | Vignoux-sous-les-Aix        | 707                              | 14,94         | 47               | Saint-Martin-d’Auxigny                                                                    | Bourges              | Terres du Haut Berry                        |
| 18281      | 18500 | Vignoux-sur-Barangeon       | 2061                             | 24,87         | 83               | Saint-Martin-d’Auxigny Vierzon-2                                                          | Vierzon              | Vierzon-Sologne-Berry                       |
| 18282      | 18800 | Villabon                    | 563                              | 18,28         | 31               | Avord Baugy                                                                               | Bourges              | La Septaine                                 |
| 18283      | 18160 | Villecelin                  | 78                               | 9,39          | 8                | Châteaumeillant Lignières                                                                 | Saint-Amand-Montrond | Arnon Boischaut Cher                        |
| 18284      | 18260 | Villegenon                  | 215                              | 32,93         | 7                | Sancerre Vailly-sur-Sauldre                                                               | Bourges              | Pays Fort Sancerrois Val de Loire           |
| 18285      | 18400 | Villeneuve-sur-Cher         | 403                              | 26,13         | 15               | Chârost                                                                                   | Bourges              | FerCher                                     |
| 18286      | 18800 | Villequiers                 | 445                              | 29,49         | 15               | Avord Baugy                                                                               | Bourges              | La Septaine                                 |
| 18287      | 18300 | Vinon                       | 297                              | 18,01         | 16               | Sancerre                                                                                  | Bourges              | Pays Fort Sancerrois Val de Loire           |
| 18288      | 18340 | Vorly                       | 248                              | 18,84         | 13               | Trouy Levet                                                                               | Bourges              | Bourges Plus                                |
| 18289      | 18130 | Vornay                      | 586                              | 26,35         | 22               | Avord Baugy                                                                               | Bourges              | La Septaine                                 |
| 18290      | 18330 | Vouzeron                    | 582                              | 52,63         | 11               | Saint-Martin-d’Auxigny Vierzon-2                                                          | Vierzon              | Vierzon-Sologne-Berry                       |

## Veränderungen im Gemeindebestand seit 2015

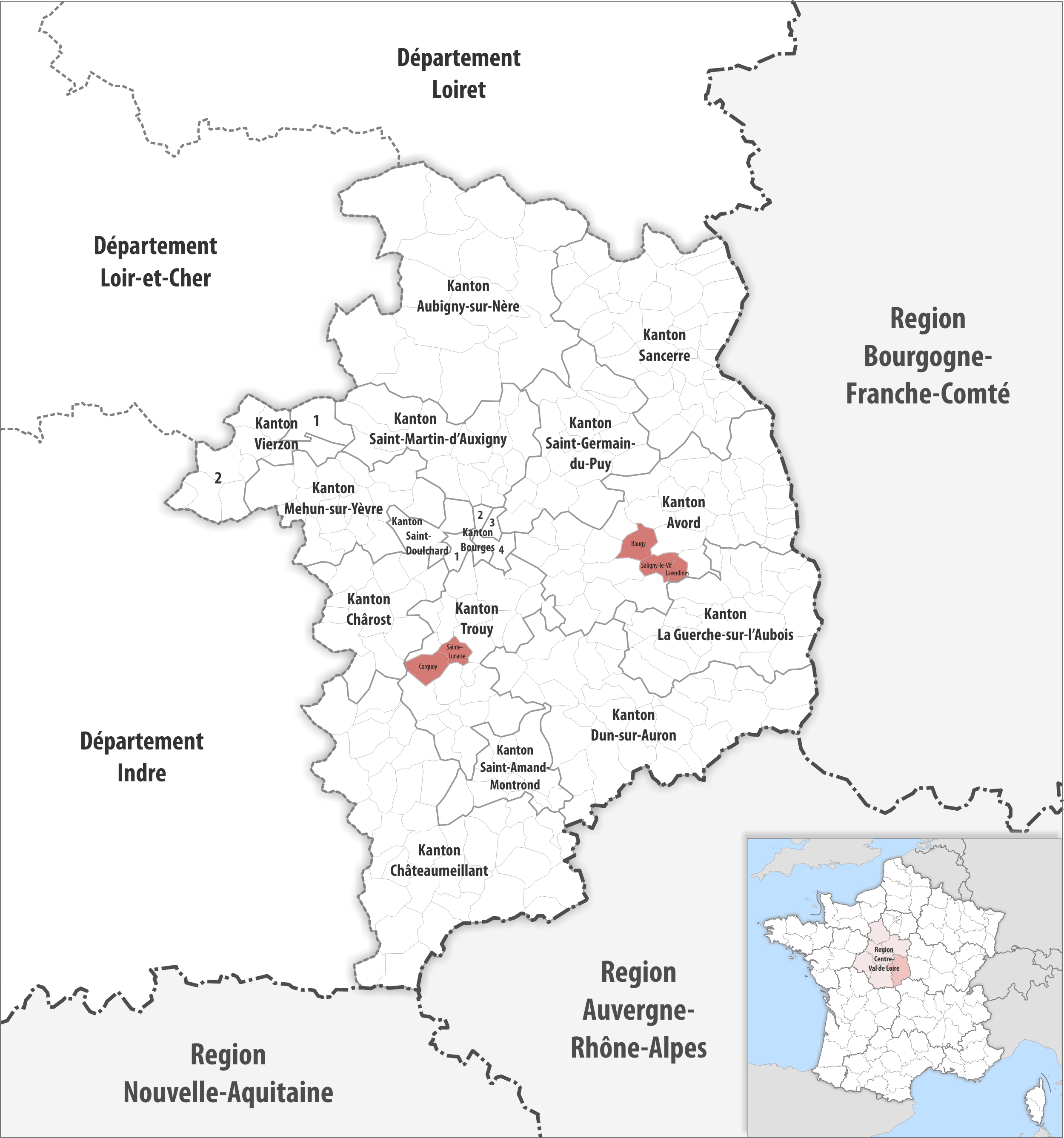
Gemeinden bis 2018
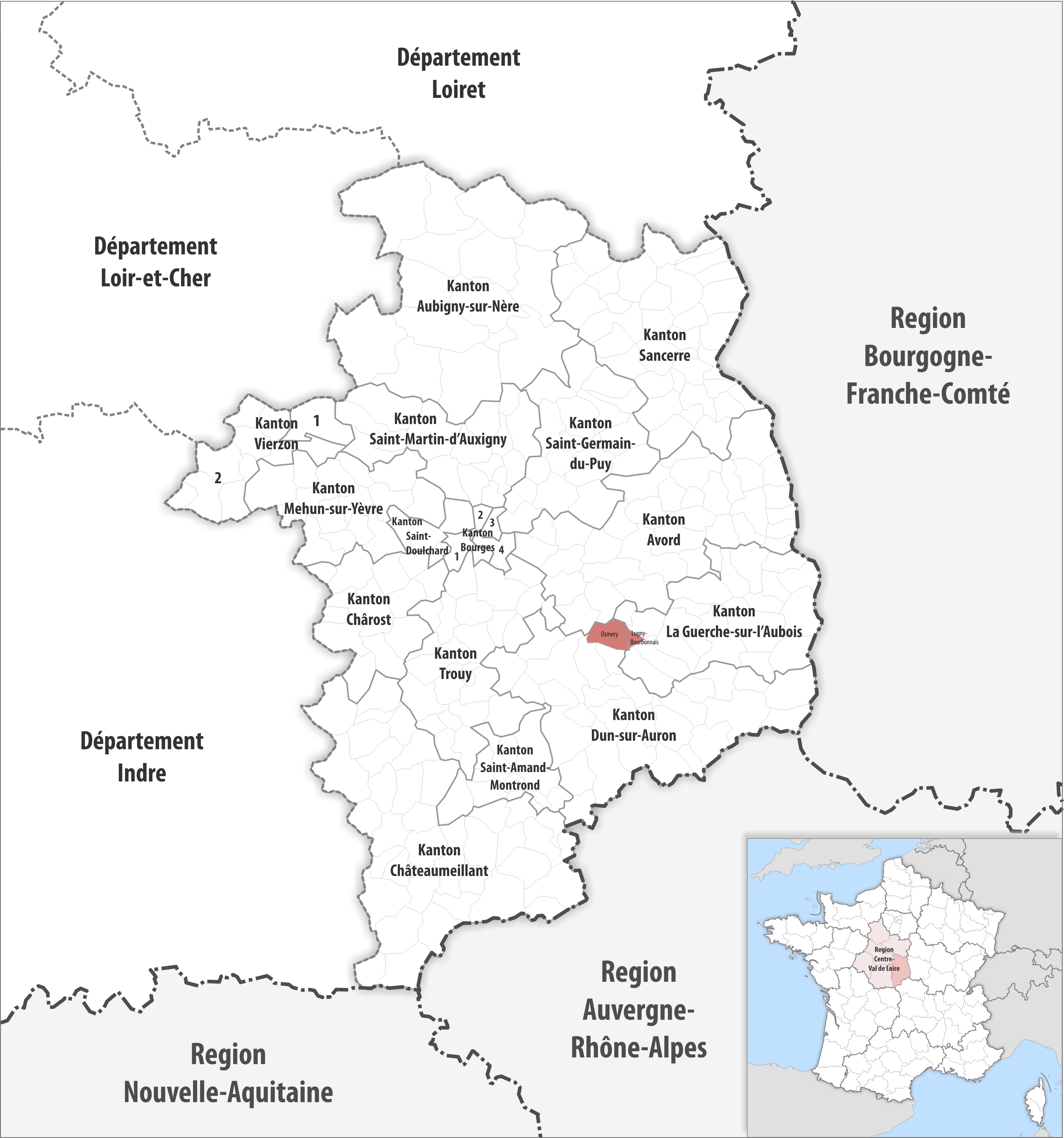
Gemeinden bis 2023

2024:
- Fusion Lugny-Bourbonnais und Osmery  → Osmery

2019:
- Fusion Baugy, Laverdines und Saligny-le-Vif  → Baugy
- Fusion Corquoy und Sainte-Lunaise  → Corquoy